# 亚历山大·特恩布尔
亚历山大·特恩布尔（英語：Alexander Turnbull，1863年12月6日—1956年8月27日），加拿大男子棍网球运动员。他曾代表加拿大参加1908年夏季奥林匹克运动会棍网球比赛，获得一枚金牌。他于1966年入选加拿大棍网球名人堂。